# Traugott von Jagow
Traugott Achatz von Jagow, född 18 maj 1865 i Perleberg, provinsen Brandenburg, död 15 juni 1941 i Berlin, var en tysk ämbetsman och politiker.
Jagow var 1908–16 polispresident i Berlin och gjorde sig vid de socialdemokratiska rösträttsdemonstrationerna 1910 bekant för sina i stenstil avfattade varningsproklamationer. Han var 1916-18 regeringspresident i Breslau, tvingades avgå i samband med novemberrevolutionen samma år, framträdde därefter som ultrakonservativ politiker, var en av de ledande i Kappkuppen 1920 och fungerade därvid som Wolfgang Kapps inrikesminister. För sitt deltagande i Kapps företag dömdes han i december 1920 till fem års fästningsstraff.